# Callionymus filamentosus
Callionymus filamentosus es una especie de peces de la familia Callionymidae en el orden de los Perciformes.

## Distribución geográfica
Se encuentra desde el Mar Rojo hasta Mozambique y Taiwán. Recientemente se ha establecido en el Mar Mediterráneo a través del Canal de Suez.